# Gornji Čaglić
Gornji Čaglić falu Horvátországban Pozsega-Szlavónia megyében. Közigazgatásilag Lipikhez tartozik.

## Fekvése
Pozsegától légvonalban 38, közúton 71 km-re nyugatra, községközpontjától légvonalban 5, közúton 19 km-re délkeletre, Nyugat-Szlavóniában a Psunj-hegység területén fekszik. Nyugatról Kovačevac és Gorjni Čaglić, keletről Gornji Rogolji, délről Lještani határolja.

## Története
A határában fekvő Gradina nevű lelőhely leleteinek tanúsága szerint területe már a történelem előtti időkben is lakott volt. A térség a középkorban Fejérkő várának uradalmához tartozott, a 16. század közepétől több mint száz évig török uralom alatt állt. A 17. század végétől a török kiűzése után a területre folyamatosan telepítették be a keresztény lakosságot. Első lakói pravoszláv vlach határőrök voltak, akik mellé később horvátokat is telepítettek. Az első katonai felmérés térképén „Dorf Chaglics” néven találjuk. Lipszky János 1808-ban Budán kiadott repertóriumában „Chaglich” néven szerepel. Nagy Lajos 1829-ben kiadott művében „Chaglich” néven összesen 90 házzal, 151 katolikus és 308 ortodox vallású lakossal találjuk. Donji és Gornji Čaglićot 1880-ig Čaglić néven egységes településként tartották nyilván.
A településnek 1890-ben 156, 1910-ben 194 lakosa volt. 1910-ben a népszámlálás adati szerint teljes lakossága szerb anyanyelvű volt. A gradiskai határőrezredhez tartozott, majd a katonai közigazgatás megszüntetése után Pozsega vármegye Pakráci járásának része volt. Az első világháború után 1918-ban az új szerb-horvát-szlovén állam, majd később (1929-ben) Jugoszlávia része lett. 1991-ben lakosságának 82%-a szerb, 18%-a határozatlan nemzetiségű volt. A délszláv háború során a települést csak a háború végén 1995-ben a Villám hadművelet során foglalták vissza a horvát erők. A szerb lakosság nagy része elmenekült. 2011-ben 19 lakosa volt.

## Lakossága
| Lakosság változása | Lakosság változása | Lakosság változása | Lakosság változása | Lakosság változása | Lakosság változása | Lakosság változása | Lakosság változása | Lakosság változása | Lakosság változása | Lakosság változása | Lakosság változása | Lakosság változása | Lakosság változása | Lakosság változása | Lakosság változása |
| ------------------ | ------------------ | ------------------ | ------------------ | ------------------ | ------------------ | ------------------ | ------------------ | ------------------ | ------------------ | ------------------ | ------------------ | ------------------ | ------------------ | ------------------ | ------------------ |
| 1857               | 1869               | 1880               | 1890               | 1900               | 1910               | 1921               | 1931               | 1948               | 1953               | 1961               | 1971               | 1981               | 1991               | 2001               | 2011               |
| 0                  | 0                  | 0                  | 156                | 165                | 194                | 181                | 207                | 194                | 224                | 222                | 172                | 108                | 71                 | 25                 | 19                 |

(1857 és 1880 között lakosságát Čaglić néven Donji Čaglićhoz számították.)

## Kultúra
A településen 2002 óta működik a KUD Vreteno kulturális és művészeti egyesület. Célja a népdalok, népszokások őrzése, a régi népi élet bemutatása, a régi használati tárgyak, szerszámok, kézműves munkák gyűjtése és megőrzése. Az egyesület rendszeresen tart folklóresteket, melyeket régi ételek készítésével, népszokások bemutatásával színesít.